# 潘金盛
潘金盛（9世纪？—911年），五代十国马楚靖州起事首领，靖州（今湖南靖州苗族侗族自治县）人。
后梁开平四年（910年）十二月，因不堪楚国马殷所辖官吏侵扰，潘金盛杨成磊率靖州、溆州（今湖南洪江市西南）等地百姓在飞山岩暴动。攻打武岗等地。乾化元年（911年），楚王马殷派遣昭州刺史吕师周率领官兵镇压，事起失败。吕师周进入飞山洞，潘金盛战死。次年，宋邺率众降楚，授为辰州刺史。